# Cantone di Hallencourt
Il Cantone di Hallencourt era una divisione amministrativa dell'arrondissement di Abbeville.
È stato soppresso a seguito della riforma complessiva dei cantoni del 2014, che è entrata in vigore con le elezioni dipartimentali del 2015.
Comprendeva i comuni di:
- Allery
- Bailleul
- Citerne
- Doudelainville
- Érondelle
- Fontaine-sur-Somme
- Frucourt
- Hallencourt
- Huppy
- Liercourt
- Limeux
- Longpré-les-Corps-Saints
- Mérélessart
- Sorel-en-Vimeu
- Vaux-Marquenneville
- Wiry-au-Mont